# Keondre Coburn
Keondre Coburn (Tyler, 11 luglio 2000) è un giocatore di football americano statunitense che milita nel ruolo di defensive tackle per i Las Vegas Raiders della National Football League (NFL).

## Carriera

### Kansas City Chiefs
Al college Coburn giocò a football a Texas. Fu scelto nel corso del sesto giro (194º assoluto) del Draft NFL 2023 dai Kansas City Chiefs. Debuttò come professionista subentrando nella gara del primo turno contro i Detroit Lions mettendo a segno un tackle. Fu svincolato il 19 ottobre 2023.

### Denver Broncos
Il 20 ottobre 2023 Coburn firmò con i Denver Broncos. Fu svincolato il 14 novembre.

### Ritorno ai Kansas City Chiefs
Il 16 novembre 2023 Coburn firmò con la squadra di allenamento dei Chiefs.

### Tennessee Titans
Il 13 dicembre 2023 Coburn firmò con i Tennessee Titans. La sua prima stagione si chiuse con cinque presenze.
Nella stagione 2024 Coburn collezionó 15 presenze, di cui una come titolare nella gara di settimana 4 contro i Miami Dolphins.
Il 7 marzo 2025 Coburn firmò un'estensione contrattuale di un anno con i Titans. Il 24 luglio 2025, durante la fase di preparazione alla nuova stagione, Coburn fu svincolato.

### Las Vegas Raiders
Il 25 luglio 2025 Coburn firmò con i Las Vegas Raiders.